# Rudolf Stöber
Rudolf Stöber (* 1959 in Marsberg) ist ein deutscher Kommunikationswissenschaftler.

## Leben
Von 1979 bis 1985 studierte er Geschichte und Publizistik an der Georg-August-Universität Göttingen. Nach der Promotion 1990 zum Dr. phil. am FB Geschichtswissenschaften der FU Berlin und der Erteilung 1996 der Lehrbefähigung für das Fach Publizistik- und Kommunikationswissenschaft ist er seit 2002 Inhaber des Lehrstuhls Kommunikationswissenschaft an der Otto-Friedrich-Universität Bamberg.
Seine Forschungsschwerpunkte sind neue Medien, Kommunikation und sozialer Wandel; Theorie und Geschichte von Öffentlichkeit und öffentlicher Meinung und politische Kommunikation: Pressepolitik, Propaganda, politische PR.
1991 wurde Stöber mit dem Heinz-Maier-Leibnitz-Preis ausgezeichnet.

## Veröffentlichungen (Auswahl)
- Pressefreiheit und Verbandsinteresse: die Rechtspolitik des „Reichsverbands der deutschen Presse“ und des „Vereins Deutscher Zeitungs-Verleger“ während der Weimarer Republik. Colloquium-Verlag, Berlin 1992 (Abhandlungen und Materialien zur Publizistik; 14) (Zugl.: Berlin, Freie Univ., Diss., 1990), ISBN 3-7678-0800-5.
- Geschichte: eine Einführung. Westdeutscher Verlag 1996 (Fachwissen für Journalisten), ISBN 3-531-12824-8.
- Bismarcks geheime Presseorganisation von 1882. In: Historische Zeitschrift: HZ. Bd. 262 (1996), Heft 2, S. 423–451.
- Die erfolgverführte Nation: Deutschlands öffentliche Stimmungen 1866 bis 1945. Steiner, Stuttgart 1998 (Zugl.: Berlin, Freie Univ., Habil.-Schr., 1995), ISBN 3-515-07238-1.
- Deutsche Pressegeschichte: Einführung, Systematik, Glossar. UVK Medien, Konstanz 2000 (Reihe Uni-Papers; 8), ISBN 3-89669-249-6.
- Mediengeschichte: die Evolution „neuer“ Medien von Gutenberg bis Gates; eine Einführung. Westdeutscher Verlag, Wiesbaden 2003
  - Bd. 1: Presse – Telekommunikation, ISBN 3-531-14038-8.
  - Bd. 2: Film – Rundfunk – Multimedia, ISBN 3-531-14047-7.
- Kommunikations- und Medienwissenschaften: eine Einführung. Beck, München 2008 (Beck’sche Reihe; 1798), ISBN 978-3-406-56807-7.
- Neue Medien, Geschichte: von Gutenberg bis Apple und Google; Medieninnovation und Evolution. Edition Lumière, Bre,em 2012 (Presse und Geschichte; 72), ISBN 978-3-943245-09-7.
- Zeitungsdigitalisate. Erörterungen über das Für und Wider. In: Karin Peter, Gabriele Bartelt-Kircher, Anita Schröder (Hrsg.): Zeitungen und andere Drucksachen. Die Bestände des Dortmunder Instituts für Zeitungsforschung als Quelle und Gegenstand der Forschung. Klartext-Verlag, Essen 2014, ISBN 978-3-8375-1015-7, S. 147–157.
- mit Florian Paul: Politische Interessenkommunikation in der Modernisierung: das Beispiel des Regierungsbezirks Potsdam (1867–1914). edition lumière, Bremen 2018 (Presse und Geschichte; 116), ISBN 978-3-943245-82-0.
- mit Albrecht Hoppe, Klaus Neitmann (Hrsg.): Die Immediatzeitungsberichte der Potsdamer Regierungspräsidenten 1867–1914: eine kommentierte Edition in 4 Bänden. 4 Bde. edition lumière, Bremen 2020 (Presse und Geschichte – Neue Beiträge; 117–120) (Einzelveröffentlichung des Brandenburgischen Landeshauptarchivs; 21) (Veröffentlichungen des Landesverbandes Brandenburg des Verbandes deutscher Archivarinnen und Archivare e.V.; 5), ISBN 978-3-943245-83-7.